# 地球观测卫星

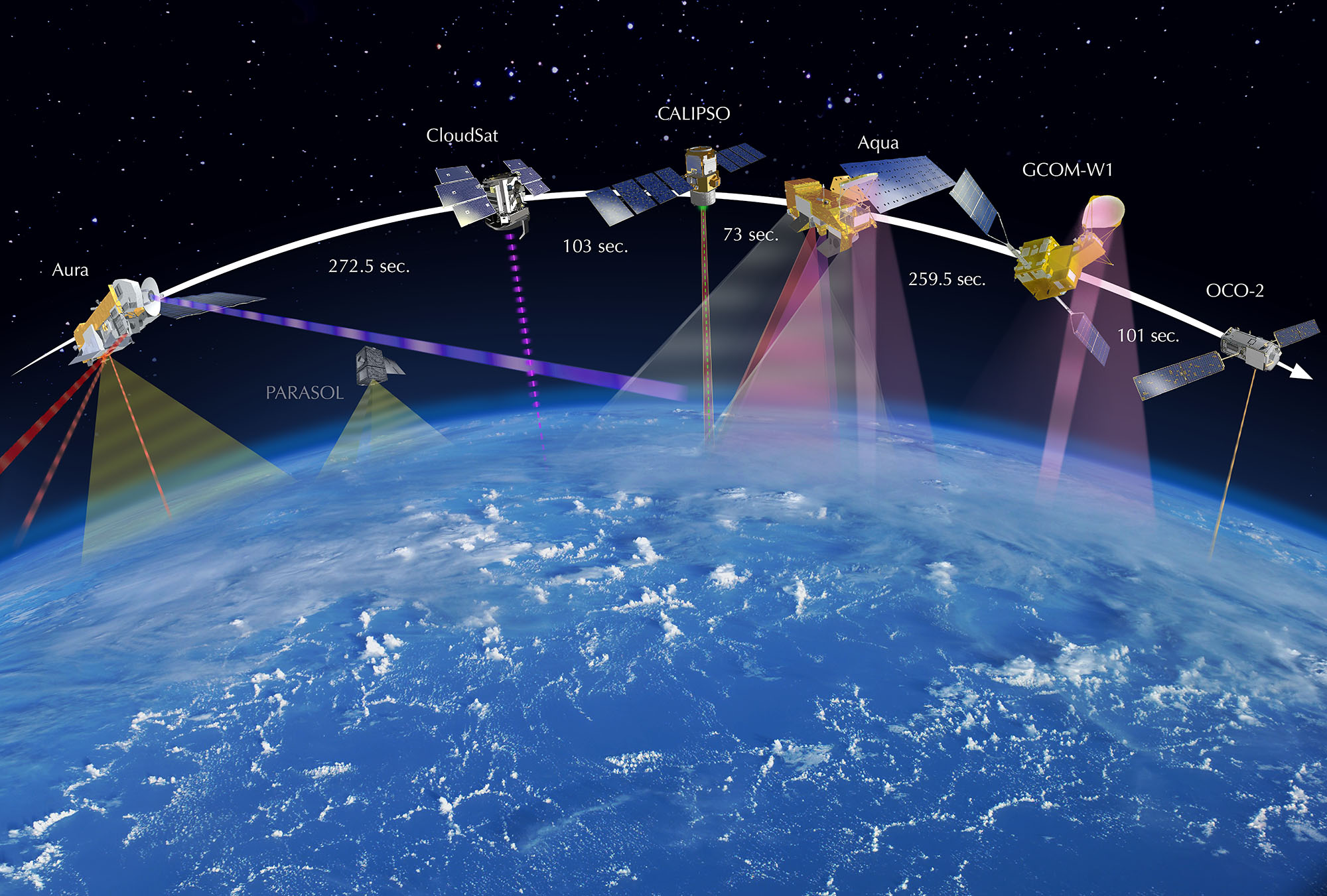
截至 2014 年，共有六颗地球观测卫星组成了A-train卫星星座。

地球观测卫星，是指專門對地球的环境与资源进行遥感观测的非軍事用途衛星，其用途包括環境監測、氣象監測、地圖製作等。

## 主要類別

### 气象卫星
气象卫星的主要作用是观察和监视地球的气象和气候，城市灯光、火灾、大气和水污染、极光、沙暴、冰雪覆盖率、海流和能源浪费等气象卫星也可以收集到。

### 海洋卫星
海洋卫星（Ocean satellite）是主要用于为海岸带资源开发、海洋生物和资源的开发利用、海洋水色色素的探测、海洋污染监测与防治、海洋科学研究等领域服务的一种人造地球卫星。